# Koki Takahashi
Kouki Takahashi (高橋江紀, Takahashi Kōki, Saitama, Japón 3 de septiembre de 1987 - 24 de abril de 2011) fue un piloto de motociclismo japonés. Compitió en el Campeonato del Mundo de Motociclismo como piloto invitado en el Gran Premio de Japón de Motociclismo de 2005, 2006, 2010. Murió el 24 de abril de 2011 en un accidente de tráfico en Saitama, Japón. Era el hermano pequeño de Yuki Takahashi.

## Estadísticas

### Campeonato del Mundo de Motociclismo

#### Por temporada
| Temp. | Cat.  | Moto  | Equipo                    | N.º   | Carreras | Victorias | Podios | Poles | V.Ráp. | Pts. | Pos. |
| ----- | ----- | ----- | ------------------------- | ----- | -------- | --------- | ------ | ----- | ------ | ---- | ---- |
| 2005  | 250cc | Honda | Dydo Miu Racing Team      | 93    | 1        | 0         | 0      | 0     | 0      | 0    | NC   |
| 2006  | 250cc | Honda | Dydo Miu Racing           | 93    | 1        | 0         | 0      | 0     | 0      | 0    | NC   |
| 2010  | Moto2 | RBB   | Burning Blood Racing Team | 93    | 1        | 0         | 0      | 0     | 0      | 0    | NC   |
| Total | Total | Total | Total                     | Total | 3        | 0         | 0      | 0     | 0      | 0    |      |

### Carreras por año
(Carreras en negrita indica pole position, carreras en cursiva indica vuelta rápida)
| Año  | Cat.  | Moto  | 1   | 2   | 3   | 4   | 5   | 6   | 7   | 8   | 9   | 10  | 11     | 12  | 13     | 14     | 15  | 16  | 17  | Pos. | Pts. |
| ---- | ----- | ----- | --- | --- | --- | --- | --- | --- | --- | --- | --- | --- | ------ | --- | ------ | ------ | --- | --- | --- | ---- | ---- |
| 2005 | 250cc | Honda | SPA | POR | CHN | FRA | ITA | CAT | NED | GBR | GER | CZE | JPN 16 | MAL | QAT    | AUS    | TUR | VAL |     | NC   | 0    |
| 2006 | 250cc | Honda | SPA | QAT | TUR | CHN | FRA | ITA | CAT | NED | GBR | GER | CZE    | MAL | AUS    | JPN 20 | POR | VAL |     | NC   | 0    |
| 2010 | Moto2 | RBB   | QAT | SPA | FRA | ITA | GBR | NED | CAT | GER | CZE | IND | RSM    | ARA | JPN 34 | MAL    | AUS | POR | VAL | NC   | 0    |